# Kristine Munch
Kristine Munch (10 juliol 1873 – 11 octubre 1959) va ser una de les primeres dones metgesses de Noruega.
Va néixer a Horten, filla de Johan Storm Munch (1827–1908) i Kaja Michaeline Falch (1830–1898), que van tenir set fills, i era neta del poeta Johan Storm Munch Sr., i neboda de poeta i autor teatral Andreas Munch. Era cosina segona del pintor Edvard Munch, i l'historiador Peter Andreas Munch era cosí del seu pare.
Va estudiar medicina a la Universitat d'Oslo quan hi havia molt poques dones que ho fessin, i el 1900 va graduar-se com a candidata medicinae (grau que a Dinamarca, Islàndia i Noruega s'obté després de sis anys d'estudis en una facultat de medicina). En 1901 i 1902 va treballar a l'Hospital Municipal de Kristiania (juntament amb Louise Isachsen, una altra pionera de la medicina a Noruega). Les dues van anar a Edimburg el 1902; Munch per estudiar-hi pediatria i medicina interna. Des de 1903 les dues va tenir la seva clínica pròpia a Kristiania, primer a Møllergaten i més tard a St. Olavs plass. Des de 1908 també van ser ajudants a l'Hospital de Nostra Senyora. En la dècada de 1920 van tenir relació amb diverses institucions mèdiques, i van retirar-se el 1936. Entre 1919 i 1928 Munch va fer diversos viatges d'estudi als Estats Units, Alemanya, França, Àustria i Itàlia.
Amb la seva actitud cristiana cap a vida, a través d'articles i conferències públiques, Munch i Isachsen van treballar per limitar els avortaments provocats. També van fundar tres organitzacions per a dones; la Societat Coral de Dones Estudiants (1895), l'Associació Cristiana de Dones Estudiants(1897) i l'Associació de Dones Metges (1921). De les dues primeres, en va ser membre del Consell Directiu fins a 1925 i a 1912, respectivament. De la tercera, en va ser presidenta fins a 1925. Munch va ser també cofundadora de l'Associació Internacional de Dones Metges el 1919, i en va ser vicepresidenta i secretària corresponent fins a 1925.
Kristine Munch no es va casar. Va morir l'octubre 1959 a Oslo.